# Stefaniola miscella
Stefaniola miscella är en tvåvingeart som beskrevs av Boris Mamaev 1972. Stefaniola miscella ingår i släktet Stefaniola och familjen gallmyggor.
Artens utbredningsområde är Turkmenistan. Inga underarter finns listade i Catalogue of Life.